# Agriacris aequatoriana
Agriacris aequatoriana är en insektsart som först beskrevs av Bolívar, I. 1909.  Agriacris aequatoriana ingår i släktet Agriacris och familjen Romaleidae. Inga underarter finns listade i Catalogue of Life.